# 琉球列島米国軍政府

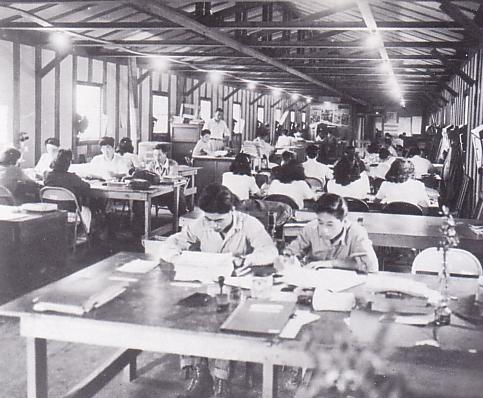
軍政府庁舎で働く現地住民

琉球列島米国軍政府（りゅうきゅうれっとうべいこくぐんせいふ、英語 : United States Military Government of the Ryukyu Islands）は、太平洋戦争末期の1945年に沖縄上陸作戦を開始したアメリカ軍により設立され、1950年12月まで存在した軍政機構。単に「米国軍政府」ともいう。
ただし、1946年7月の陸軍移管後の統治機構として区別し、米国海軍政府（US Naval Military Government、1945年-1946年）と米国軍政府（US Military Government、1946年-1950年）に分ける資料もある。

## 歴史
1945年3月26日に沖縄上陸作戦を開始したアメリカ軍では、上陸と同時に発令できるよう日付のない沖縄側への布告が用意された。これが米国海軍軍政府布告第1号「米国軍占領下の南西諸島及其近海居住民に告ぐ（権限の停止）」（いわゆるニミッツ布告）で、日本の行政権の停止とチェスター・ニミッツ海軍元帥を長とする軍政府の設立を内容とした。
米軍は3月26日に慶良間諸島に上陸した後、4月1日に沖縄本島へ上陸した。そのためニミッツ布告は4月1日に出されたとする資料もある。
沖縄戦が続く中、4月5日に沖縄本島中部の読谷村比謝（ひじゃ）に米国軍政府が開設された。4月13日には軍政府は北中城村島袋（今のライカムの周辺）に移された。
沖縄本島での組織的な戦闘は1945年6月23日に終結した。同年8月15日の太平洋戦争の終結後、同年11月26日に北緯30度以南の南西諸島に対する日本の行政権行使の停止が布告された。そして宮古諸島は12月8日、八重山諸島は12月28日、奄美群島・トカラ列島は翌年2月2日に軍政下に入った。
沖縄戦終結後に庁舎は具志川村栄野比（現うるま市栄野比）に置かれたが、1946年10月に玉城村親慶原（現南城市玉城親慶原）へ移転した。1949年（昭和24年）7月25日に沖縄民政府（住民の自治機構）が那覇市久米の旧上山国民学校（元那覇尋常小学校）に移転した後、米国軍政府も12月に那覇市久米の旧上山国民学校に移転した。
1950年12月15日、米国軍政府は民政長官をトップとする琉球列島米国民政府に移行した。

## 組織
1945年から1946年7月までは海軍の管轄下に置かれ（海軍政府）、1964年7月から1950年12月までは陸軍の管轄下に置かれた（陸軍政府）。前者を米国海軍政府（US Naval Military Government）、後者を米国軍政府（US Military Government）とすることもあるが、いずれも最高位は軍政長官（Military Governor）である。軍政長官の次位として主席軍政官（Chief Military Government Officer）が置かれたが、1949年7月からは軍政副長官（Deputy Military Governor）となった。

### 管轄
1945年の発足時には米太平洋艦隊司令長官（CINC-PAC）と太平洋地域司令長官（CINC-POA）を兼ねるニミッツ海軍元帥が軍政長官に就いた。その後、同年9月21日に沖縄海軍作戦基地（Naval Operating Base Okinawa）の管轄となった。
1946年7月1日に陸軍に移管された。陸軍では琉球軍（Ryukyus Command（RYCOM））の下級機関とされ、RYCOMは1946年7月から米太平洋陸軍の西太平洋陸軍の指揮下に置かれたが、1947年1月1日に米太平洋陸軍に代わって設置された極東軍の指揮下（1949年7月までは極東軍指揮下のフィリピン琉球軍の管轄）となった。

### 住民行政機構
住民行政機構としては沖縄、宮古、八重山、奄美の4群島それぞれに自治機構が設けられ軍政府の下で分割統治が行われた。
- 沖縄 - 沖縄諮詢会（後に沖縄民政府、沖縄群島政府）
- 宮古 - 宮古支庁（後に宮古民政府、宮古群島政府）
- 八重山 - 八重山支庁（後に八重山民政府、八重山群島政府）
- 奄美 - 大島支庁（後に臨時北部南西諸島政庁、奄美群島政府）

## 歴代長官
（出典:）
| 軍政長官 Military Governor |      |                                  |               |
| 代                         | 写真 | 氏名                             | 着任日        |
| 1                          |      | チェスター・ニミッツ海軍元帥     | 1945年4月1日  |
| 2                          |      | ジョセフ・スティルウェル陸軍大将 | 1945年7月31日 |
| 3                          |      | ウィルヘルム・スタイヤー陸軍中将 | 1946年7月1日  |
| 4                          |      | ジョセフ・シーツ陸軍少将         | 1949年10月1日 |
| 5                          |      | ロバート・マックルアー陸軍少将   | 1950年7月27日 |
| 6                          |      | ハリー・シャーマン陸軍准将       | 1950年12月6日 |
| 7                          |      | ロバート・ビートラー陸軍少将     | 1950年12月9日 |